# Rumex romassa
Rumex romassa là một loài thực vật có hoa trong họ Rau răm. Loài này được Remy ex Gay miêu tả khoa học đầu tiên.